# Джон Генрі Паттерсон (військовий)
Джон Генрі Паттерсон (англ. John Henry Patterson; 10 листопада 1867 — 18 червня 1947) — британський військовий, мисливець, письменник. Вбивця левів-людожерів з Цаво, командир «Єврейського легіону» під час Першої світової війни, автор чотирьох документальних книг.

## Біографія

### Ранні роки
Паттерсон народився в 1867 році в Ірландії. Його батько був протестантом, а мати — католичкою. У сімнадцять років Джон вступив до лав Британської армії.

### Життя в Африці

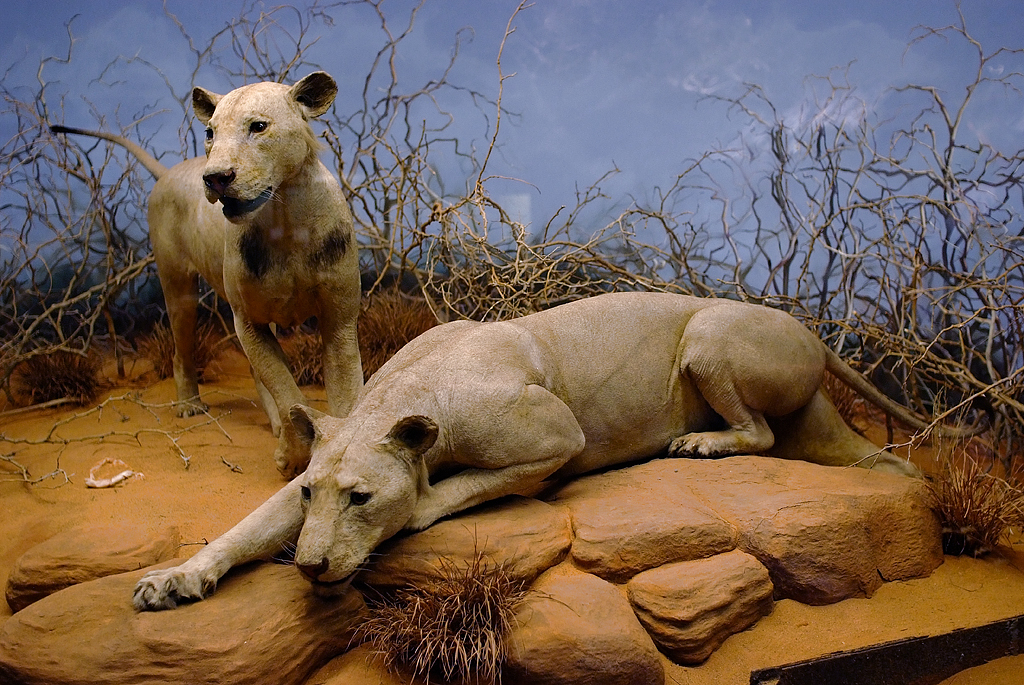
Леви-людожери з Цаво

У 1898 році Британська Східно-Африканська кампанія відправила Паттерсона на будівництво Угандійської залізниці. Він повинен був керувати будівництвом моста через річку Цаво (тепер територія Кенії). Він прибув туди в березні.
Одразу після початку будівельних робіт на працівників почали нападати два лева-людожера, які ночами проникали в табір, незважаючи на огорожі. Після багатомісячного переслідування Паттерсону вдалося вбити левів. Першого він убив 9 грудня, а другого — 29 грудня 1898 року. Обидва вбиті звіра відрізнялися від інших левів великими розмірами (довжиною близько трьох метрів) і відсутністю гриви. Будівництво моста було завершено 7 лютого 1899 року.
У 1907 році Джон Генрі Паттерсон опублікував свою першу книгу «Людожери з Цаво» (The Man-eaters of Tsavo, російський переклад окремих глав опублікований в альманасі «На суші й на морі», 1962 р.). Вона стала основою сюжетів для трьох фільмів: «Bwana Devil» (1953), «Killers of Kilimanjaro» (1959) і «Примара і Темрява» (1996). В останньому фільмі роль Паттерсона зіграв Вел Кілмер.
У 1907—1909 роках Паттерсон займав посаду головного єгеря в Східно-Африканському протектораті. Про цей період він написав другу книгу «In the Grip of Nyika» (1909).
У 1924 році Джон продав шкури і черепи левів-людожерів з Цаво Музею природної історії імені Філда у Чикаго.

### Сіоністський рух
Паттерсон брав участь в Англо-бурській і Першій світовій війні. Хоча він був протестантом, але став важливою фігурою в сіоністському русі, коли очолив «Єврейський легіон» під час Першої світової війни. Вийшов у відставку в 1920 році в рангу підполковника. Дві його останні книги присвячені військовим подіям: «With the Zionists at Gallipoli» (1916) і «With the Judaeans in Palestine» (1922).
Паттерсон був близьким другом багатьох лідерів сіонізму, в тому числі Володимира Жаботинського і Бенціона Нетаньяху. На його честь Бенціон Нетаньяху дав ім'я своєму старшому синові Йонатану — майбутньому ізраїльському військовому, герою операції Ентеббе.

### Пізні роки
У 1940-тих роках Паттерсон і його дружина Френсіс Хелена жили в Ла-Хойя в штаті Каліфорнія. Джон Генрі помер у віці 79 років. Дружина пережила його на шість тижнів. Паттерсонів кремували і поховали в Лос-Анджелесі. У жовтні 2014 прах Джона і його дружини був доставлений в Ізраїль для перепоховання.